# James V. Monaco
James Vincent Monaco (Foiano di Val Fortore, 13 gennaio 1885 – Beverly Hills, 16 ottobre 1945) è stato un compositore italiano naturalizzato statunitense di musica popolare.
La sua famiglia emigrò ad Albany quando aveva sei anni. Lavorò come suonatore di ragtime a Chicago prima di tornare a New York.
La sua prima canzone di successo fu Oh, You Circus Day e apparve nella rivista di Broadway del 1912 Hanky Panky. Ulteriore successo arrivò con Row, Row, Row (testi di William Jerome) nelle Ziegfeld Follies del 1912. Forse la sua canzone più ricordata è You Made Me Love You (I Didn't Want to Do It) (testi di Joseph McCarthy), introdotta da Al Jolson nel 1913 e interpretata da Judy Garland con testi rivisti come Dear Mr Gable nel 1937.

## Premi e riconoscimenti
Quattro delle canzoni di Monaco ricevettero delle nomination agli Academy Award per la migliore canzone:
- Only Forever (testo di Johnny Burke) dal film del 1940 Rhythm on the river
- We Must Don't Say Goodbye (testo di Al Dubin) dal film La taverna delle stelle del 1943
- I'm Making Believe (testi di Mack Gordon) dal film del 1944 Sweet and Low-Down
- I Can't Begin to Tell You (testi di Mack Gordon) dal film del 1945 Donne e diamanti, nominata postuma.

Monaco fu inserito nella Songwriters Hall of Fame nel 1970.
Nel 2005 la rivista di musica monegasca Ragtime Jimmie è stata fondata a New York come parte della serie American Composer.